# Pontus Kyander
Jan Markus Pontus Kyander, född 15 september 1959 i Tammerfors, är en finsk konsthistoriker, konstkritiker, intendent, universitetsprofessor, han var tidigare museichef vid Trondheims konstmuseum 2011–2014. 
Kyander föddes i Tammerfors i Finland, som det fjärde av fem barn till Aarno Kyander och Ritva Kyander. Släkten Kyander tillhör landets äldre finlandssvenska släkter med rötter i Savolax i östra Finland. Han växte upp med finska som modersmål även efter att familjen flyttade till Malmö 1962.
Kyander är utbildad vid Lunds universitet i litteratur, idéhistoria och konsthistoria, den senare med en licentiatuppsats om konstnären Ossian Elgström. Han var lektor vid Lunds Universitet under perioden 1994-1998 i konsthistoria samtidigt som han var doktorand.
2008 var Kyander gästprofessor vid Ewha Womans University i Seoul, inom ämnena konstkritik och nya strategier inom samtidskonsten. Han har föreläst både i Sverige och utomlands, och är medlem i Sveriges Författarförbund och i den internationella kritikerföreningen AICA. Han har även varit konstkritiker i Sydsvenskan.
Av Pontus Kyanders utställningar som kurator kan nämnas bland annat "Människans natur" i Lunds konsthall 1998, "Waterfront" en del av Kulturbrobiennalen 2000, "From Dust to Dusk" Charlottenborg, Köpenhamn 2003, "Parallel Realities" (EWHA) Campus, Seoul 2004, "Gustav Metzger, arbete" i Lunds Konsthall och Warszawa 2006–2007, "Inrikes angelägenheter" i Hongkong och Malmö 2008–2009.